# Теренций Максим
Теренций Максим (лат. Terentius Maximus) — римлянин родом из Малой Азии, также известный как Лже-Нерон, который в период правления Тита поднял восстание, однако оно было подавлено. Он напоминал Нерона как внешне, так и в привычках, и действиях, в частности, он был известен манерой петь под аккомпанемент лиры.
Первые последователи примкнули к нему в Азии, их число стало гораздо больше во время его похода к Евфрату. Позже он бежал в Парфию и попытался заручиться поддержкой местных жителей, утверждая (как Нерон), что они в долгу перед ним за возвращение им Армении. Артабан IV Парфянский не любил Тита, поэтому принял Лже-Нерона и начал приготовления, чтобы восстановить его в Риме. Иоанн Антиохийский утверждал, что из Рима были присланы неопровержимые доказательства самозванства Теренция (по другой версии — изменилась политическая ситуация), и Лже-Нерон был казнён.
В XX веке Теренций Максим стал главным героем романа Фейхтвангера «Лже-Нерон».